# کنواگو کریک (شرق)
کنواگو کریک (شرق) (به انگلیسی: Conewago Creek (east)) رودخانهای است که در ایالات متحده آمریکا و کانادا جریان دارد.